# Българска СС противотанкова бригада (1-ва българска)
СС противотанкова бригада (1-ва българска), позната и като Бронеизтребителната легия, е военна част от около 700 българи-доброволци, които в заключителния етап на Втората световна война воюват срещу Червената армия в състава на Вафен-СС.
Подразделението е замислено като дивизия (на немски: Waffen-Grenadier Division der SS (bulgarische Nr. 1)), но поради ограничения брой на българите-доброволци се формира като гренадирски полк (на немски: Waffen-Grenadier Regiment der SS (bulgarisches №1).

## Формиране
След събитията от 9 септември 1944, Хайнрих Химлер разпорежда организирането на български гренадирски полк, който трябва да послужи за основа на бъдеща моторизирана гренадирска дивизия в състава на СС (Waffen-Grenadier Division der SS (bulgarische Nr. 1)).
На 9 септември 1944 г. във виенския хотел „Империал" се формира емигрантско българско правителство, ръководено от проф. Александър Цанков. То използва позицията на Третия райх, за да създаде свои въоръжени сили – Българския доброволчески корпус.
Определят се строги правила за набор – за доброволци се допускат само военни с български произход, успели да избягат от България след деветосептемврийският преврат. През октомври 1944 г. корпусът е съставен и базиран във военния лагер в Дьолерсхайм до Виена, където минава обучението им. Там се събират 25 офицери, 56 подофицери и близо 500 войници от българската армия. Към тях впоследствие се присъединяват близо 150 български студенти, включително 12 момичета, обучаващи се в Германия, повечето от които – членове на организацията „Бранник“. Частта, с численост над 700 души, бива наречена „СС противотанкова бригада (1-ва българска)“ (SS Panzer-Zerstörer Brigade (bulgarische Nr. 1)), но самите доброволци я наричат „Бронеизтребителна легия“ – в знак на почит към отрядите, сформирани от Георги Раковски в началото на националноосвободителната борба.

## Организация
Два пехотни батальона, усилени с противотанкови средства: артилерийски дивизион и бойно-осигурителни подразделения: свързочно-сигнална, медицинска, сапьорно-заградителна и щабна рота. Командир на бригадата е полк. Иван Рогозаров, два ордена „За храброст“, бивш началник-щаб на Трудови войски. Първи батальон се командва от подполковник Георги Малков (бивш началник-щаб на Втора пехотна дивизия на Българската армия), а втори батальон – от капитан Цветан Богоров. За началник-щаб на бригадата е назначен СС-щурмбанфюрер Паул Брилинг – член на НСДАП, чиято майка е българка.
Бригадата е формирана само на хартия от немското командване, но реално е съществуването на „Доброволческия корпус“ със същата численост, квартируващ в Дьолерсхайм до Виена. Командири са полк. Рогозаров, майор Тодор Жеков – синът на ген. Никола Жеков, полк. Никола Костов и кап. Иван Иванов. Корпусът се състои от 3 роти от по 150 души. За корпуса не може да се потвърди участието в бойни действия, задачите му са преди всичко охранителни. При настъплението на съюзниците той е разпуснат и личният състав се смесва с населението.

## Следвоенни години
Полк. Иван Рогозаров от 1945 до 1948 г. е интерниран в американски лагер близо до Щутгарт. В България има две смъртни присъди – от „Народния съд" (март 1945 г.) и от „Военен съд" (9.6.1947 г.), но американските служби отказват да го екстрадират, непризнавайки правното основание на присъдите. Полк. Рогозаров участва в организирането на бойните групи в Гърция идващи да помагат на Горянската антикомунистическа съпротива, на подпомаганите от САЩ техни военни бази в Гърция и на радио „Горянин“. Рогозаров се разболява тежко и умира през 1956 г. във Франкфурт. Голяма част от доброволците от Корпуса след края на войната се включват в подпомаганото от САЩ в базите „Лаврион“ и „х. Кириякос“ в Гърция въоръжена антикомунистическа съпротива в България, а по-късно в „Българската рота в НАТО“.

## Въоръжение
- MP40
- Валтер P.38
- Панцерфауст
- Панцершрек
- противотанкови пушки
- 88-милиметрови оръдия (2)
- Фи 156 „Щорх“ (1, за разузнаване)